# 조시타촌
조시타촌(城下村)은 효고현 시소군에 설치되었던 촌이다. 현재의 시소시에 해당한다.

## 역사
- 1889년 4월 1일 - 정촌제 시행에 수반해 시소군 조시타촌이 성립하였다.
- 1955년 7월 20일 - 야마사키정, 도하라촌, 가와히가시촌, 간노촌, 쓰타자와촌, 히지마촌과 합병해 새로운 야마사키정이 성립되었기 때문에 소멸하였다.